# Segment-Klasse

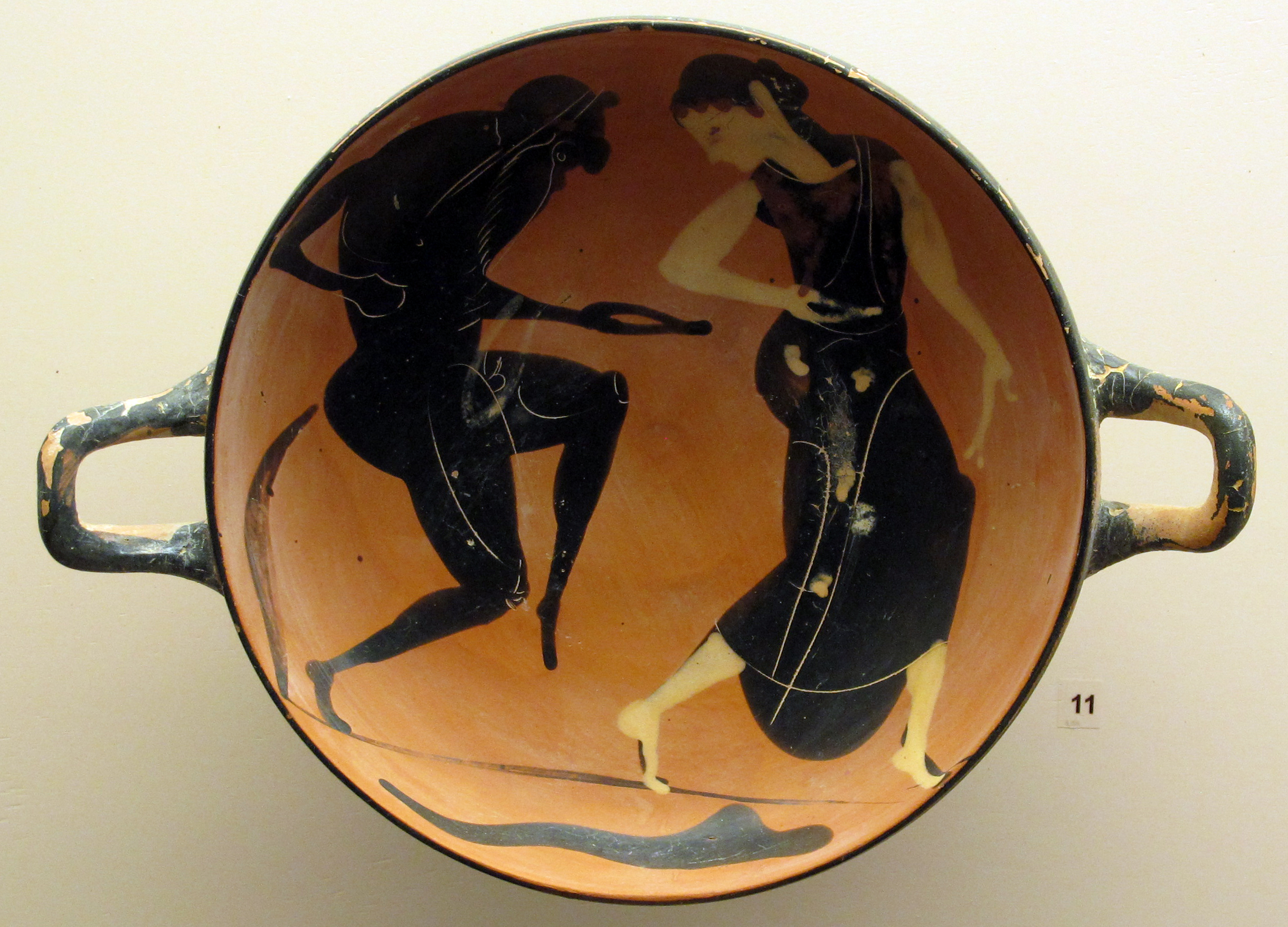
Segmentschale, Rhodos, Archäologisches Museum 12327, aus Kamiros

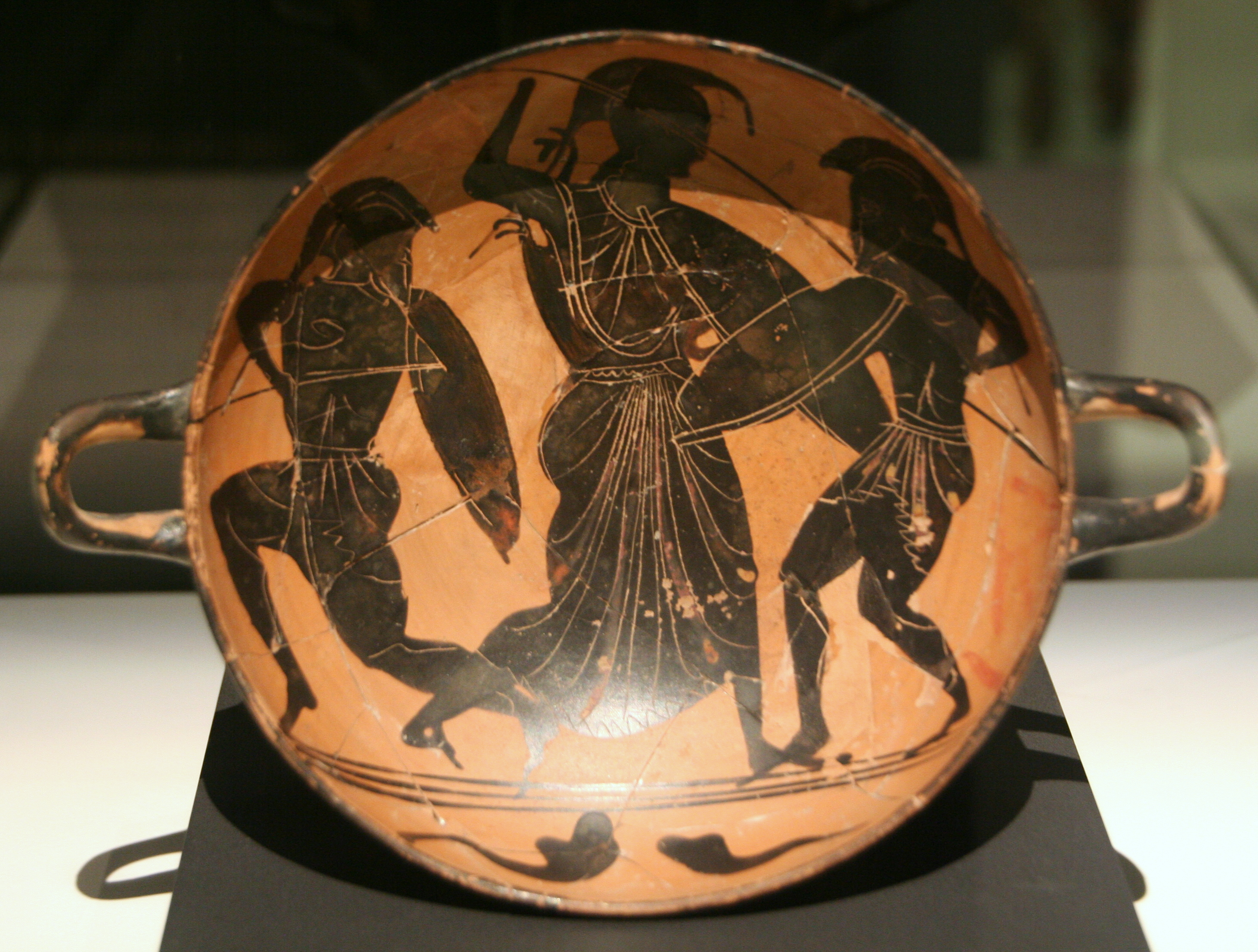
Segmentschale, Barcelona, Archäologisches Museum 418, aus Ampurias

Mit dem Namen Segment-Klasse wird eine Klasse attisch-schwarzfiguriger Schalen bezeichnet, auch Segmentschalen genannt, die in das letzte Viertel des 6. Jahrhunderts v. Chr. datiert wird. Es sind heute mehr als 100 Schalen dieser Klasse bekannt.
Von der Form her handelt es sich dabei um kleine Schalen auf niedrigem Fuß, ohne den üblichen hohen Stielfuß. Die Standplatten sind flach und torusförmig. Die schwarzen Außenseiten sind nicht dekoriert, die Innenseiten zeigen dafür Bilder, die den gesamten Innenraum der Schalen einnehmen, meist unten von einer Grundlinie begrenzt, die ein Kreissegment ausschneidet, danach der Name, die jedoch auch wegfallen kann.
Die Themen der Bilder gehören überwiegend in den dionysischen Bereich. Abgesehen von den Panathenäischen Preisamphoren werden hier einige der letzten größerformatigen Bilder im schwarzfigurigen Stil gezeigt. Die künstlerische Qualität der Darstellungen ist bescheiden und reicht von leidlich gut bis schlecht, John D. Beazley nahm daher keine Zuschreibung an einzelne Maler vor. Nach der Segment-Klasse werden alle Schalen nennenswerter Qualität im rotfigurigen Stil ausgeführt.